# Hard Rock Hallelujah
〈Hard Rock Hallelujah〉是芬蘭搖滾樂團妖怪樂團的一首單曲，發行於2006年5月19日，收錄於樂團第三張專輯《The Arockalypse》。妖怪樂團以這首曲子代表芬蘭參加2006年歐洲歌唱大賽，並以292分奪得冠軍。